# Spuihuis (Mechelen)

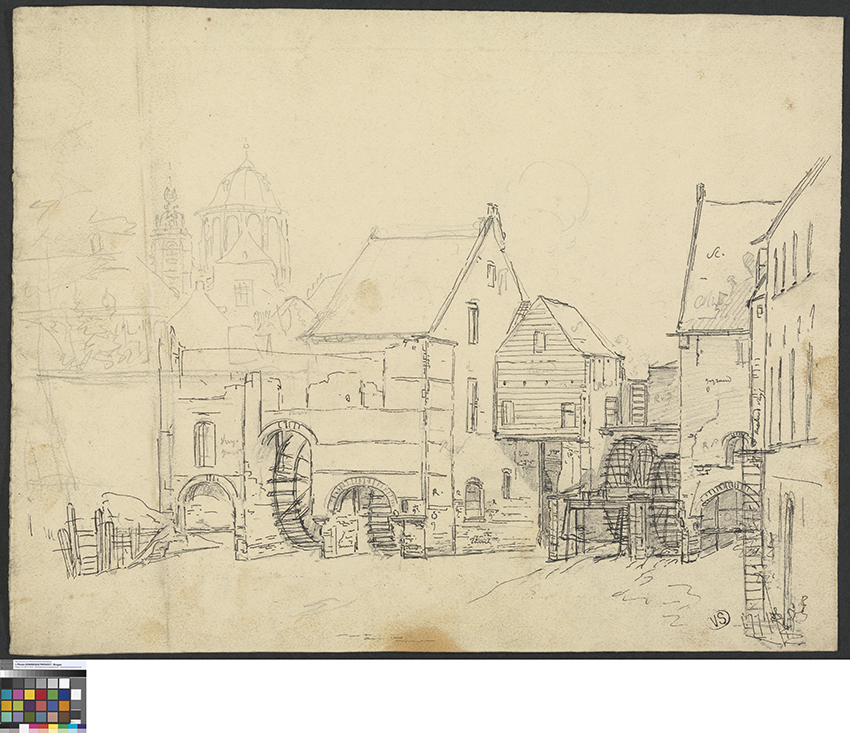
Schets van Pierre-François De Noter die de situatie tussen 1811 en 1842 weergeeft

Het Spuihuis of de Volmolen is een voormalige watermolen aan de rand van de historische binnenstad van Mechelen. De molen was gebouwd op de grote sluis op de Dijle en had als functie het waterpeil van de Binnendijle te regelen. De watermolen dreef ook verschillende molens aan. Van het uitgebreid molencomplex op deze plaats bestaan enkel nog het Spuihuis en het 16e-eeuwse Molenhuis. Het is een beschermd monument.

## Kenmerken
De molen is opgetrokken uit witte steen en hout onder een zadeldak bedekt met leien. De voorgevel is bedekt met houten planken en voorzien van windborden, een topstuk en een oculus. De achtergevel bestaat ook uit houten beplanking. De zijmuren rusten op een van de twee bruggenhoofden met een reeks laatgotische spuibogen. De 15e-eeuwse molen is heropgebouwd na een brand in 1823 en is zwaar gerestaureerd.

## Geschiedenis
Een eerste gedocumenteerde watermolen op deze plaats werd gebouwd in 1304. In 1470 werd er een nieuwe watermolen gebouwd. Er ontstond een molencomplex van zeven molens: schors-, zaag-, mout- en volmolens. De volmolen brandde in 1725 af maar werd snel hersteld. In 1869 werd de grote graanmolen op de Dijle verkocht en afgebroken. In de plaats kwamen de bloemmolens "De Bontridder". Deze maakten geen gebruik van waterkracht en bleven in gebruik tot na de Tweede Wereldoorlog. Daarna werd dit fabrieksgebouw afgebroken. De watermolen en de volmolen deden dienst tot 1907, toen de Afleidingsdijle werd geopend. De watermolen verloor toen ook zijn functie als spui en het houten scheprad werd afgebroken. De houten bovenconstructie werd wel behouden en later gerestaureerd.

### Executies
In de periode 1537-1549 werden minstens vier vrouwen als ketters terecht gesteld aan het Spuihuis. Deze anabaptisten werden in een zak genaaid en in de Dijle geworpen aan de watermolen en verdronken.
- Inventaris van het Bouwkundig Erfgoed (Vlaanderen): 3909